# Johann Baptist Fischer
Pour les articles homonymes, voir Fischer.
Ne doit pas être confondu avec Friedrich Ernst Ludwig von Fischer ou Johann Gustav Fischer.
Johann Baptist Fischer (né en 1803 à Munich en électorat de Bavière, décédé le 30 mai 1832 à Leyde, Pays-Bas) est un naturaliste, zoologiste et botaniste, médecin et chirurgien bavarois.

## Biographie
Johann Baptist Fischer est né à Munich vers 1803,,. Il est le fils d'un instituteur de Munich, également nommé Johann Baptist, et de son épouse Cäcilie Haimerl. Son jeune frère Sebastian Fischer est lui aussi devenu médecin et naturaliste, et a passé une partie de sa carrière en Russie puis en Egypte.
Johann Baptist Fischer fut l'assistant du botaniste Carl Ludwig Blume dans l'ancien herbier national de Bruxelles qu'il aida à transférer avec Philipp Franz von Siebold à Leyde aux Pays-Bas lors de la révolution belge de septembre 1830.
En 1826, il a accompagné une expédition à Java (alors possession des indes hollandaises) et participé avec Carl Ludwig Blume à la rédaction de la description des espèces collectées,.
Médecin et chirurgien, Johann Baptist Fischer s'est également consacré à l'étude des mammifères. Il a aussi publié des travaux dans le domaine des sciences physiques.
Il est décédé le 30 mai 1832 à Leyde aux Pays-Bas à l'âge de 28 ans, de la tuberculose (maladie de poitrine).

## Héritage naturaliste
Johann Baptist Fischer dont l'abréviation en taxinomie végétale est F.B.Fisch ne doit pas être confondu avec son contemporain botaniste allemand Friedrich Ernst Ludwig von Fischer (1782-1854) dont l'abréviation est Fisch.

### Botanique
Johann Baptist Fischer a décrit de nombreuses espèces de plantes mais celles qu'il pensait nouvelles se sont avérées être des synonymes comme Agathosma desciscens synonyme d'Agathosma bifida Bartl. & H.L.Wendl., 1824.

### Zoologie

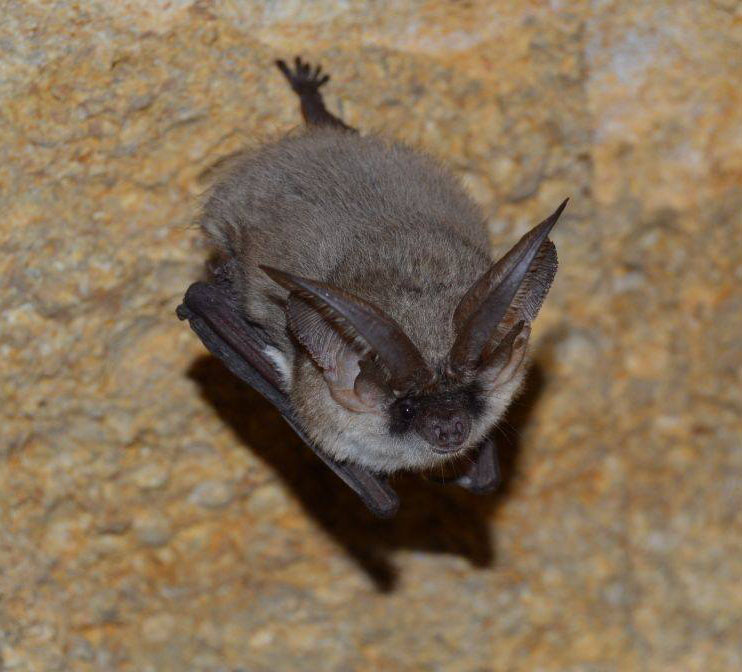
Plecotus austriacus (J. Fischer, 1832)

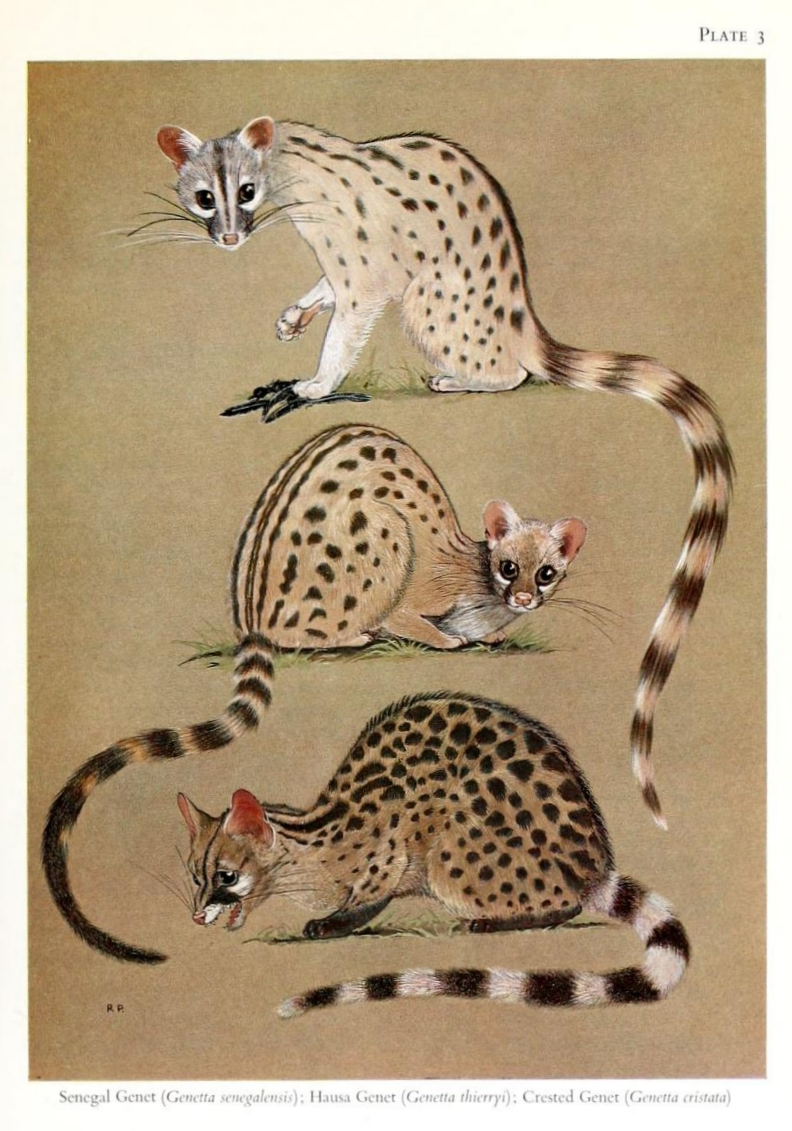
Genetta genetta senegalensis (J. Fischer, 1829) [haut de la planche].

Dans son Synopsis Mammalium, Johann Baptist Fischer a décrit un certain nombre de nouvelles espèces dont la dénomination taxinomique fait référence à son nom. 
Parmi les chauve-souris, il a décrit la chauve-souris hirsute, Centronycteris maximiliani (J. Fischer, 1829), dénommée en l'honneur du prince Maximilian zu Wied-Neuwied ainsi que l'oreillard gris, Plecotus austriacus (J. Fischer, 1829). Il est l'auteur de la pipistrelle de Rüppell (en), Pipistrellus rueppellii (J. Fischer, 1829), qu'il a nommé en l'honneur du naturaliste allemand Eduard Rüppell.

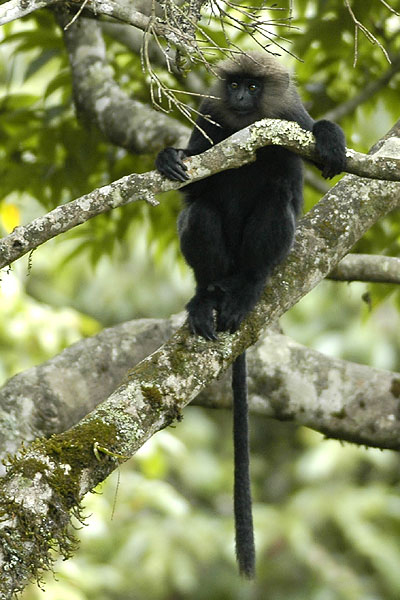
Trachypithecus johnii (J. Fischer, 1829)

Il a décrit le semnopithèque du Nilgiri ou langur du Nilgiri, Trachypithecus johnii (J. Fischer, 1829), petit singe originaire du sud ouest de l'Inde, dénommé en l'honneur du missionnaire C. S. John,. 
Johann Baptist Fischer a décrit plusieurs rongeurs parmi lesquels l'Akodon azarae (J. Fischer, 1829), nommé en l'honneur du naturaliste espagnol Félix de Azara, le hutia de Jamaïque, Geocapromys brownii (J. Fischer, 1829) dénommé en l'honneur du naturaliste irlandais Patrick Browne et le rat musqué de la Martinique Megalomys desmarestii (J. Fischer, 1829), rongeur endémique de l'île de la Martinique aujourd'hui disparu nommé en l'honneur du zoologiste français Anselme Gaëtan Desmarest. 
Il a également décrit le péramèle épineux, Echymipera kalubu (J. Fischer, 1829), petit marsupial de Nouvelle-Guinée. 
Johann Baptist Fischer a également décrit des sous-espèces de féliformes comme le Caracal caracal nubica (J. Fischer, 1829)  ou la genette, Genetta genetta senegalensis (J. Fischer, 1829). 

## Liste partielle de publications
- 1828 - Flora Javae nec non insularum adjacentium[5].
- 1829 - Synopsis Mammalium[6].